# Capitano reggente
Il titolo di capitano reggente è attribuito ai due capi dello Stato della Repubblica di San Marino. I capitani reggenti sono sempre due, e hanno un mandato della durata di un semestre.
La cerimonia di insediamento dei capitani reggenti si tiene nei giorni 1º aprile e il 1º ottobre di ogni anno. I capitani reggenti esercitano collegialmente le loro funzioni e dispongono del diritto di veto per opporsi reciprocamente. Essi presiedono inoltre il Consiglio grande e generale, il Consiglio dei XII e il Congresso di Stato, e hanno diritto al titolo di "sua eccellenza".
Gli attuali capitani reggenti, eletti dal Consiglio grande e generale per il semestre dal 1º aprile al 1º ottobre 2025 sono Denise Bronzetti e Italo Righi.

## Storia

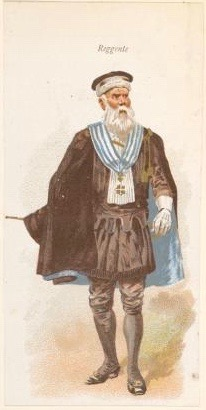
Capitano Reggente in uniforme ufficiale e collare da Gran Maestro dell'Ordine di San Marino in un disegno del 1910

L'istituto della reggenza della Repubblica di San Marino risale all'epoca comunale. In origine, i reggenti amministravano la giustizia; successivamente, svolsero anche una funzione amministrativa, gestita congiuntamente con il Consiglio grande e generale.
La prima menzione documentata avviene il 12 dicembre 1244 (altre fonti lo datano 12 dicembre 1243). In un atto di vendita fatto da Guido di Cerreto a favore del vescovo di Montefeltro Ugolino, vengono nominati infatti i consoli di San Marino (consulibus castri Sancti Marini) Oddone Scarito e Filippo da Sterpeto.
Alla fine del XIII secolo uno assunse il titolo di “capitano” e l'altro di “difensore”. Al tempo vi erano possibilmente differenze di ceto e funzione tra le due figure.
Fin dall'origine, i capitani vengono eletti dal Consiglio grande e generale e ricoprono un mandato di sei mesi; dalla prima metà del XVI secolo, è stato quasi sempre rispettato l'obbligo di non rieleggibilità per tre anni dalla scadenza del mandato. Nel 1499 fu istituito il sindacato della Reggenza. 
Dal 1868 i Capitani Reggenti sono autorizzati ad indossare le insegne del Gran Maestro dell'ordine di San Marino, pro tempore ed in costume di alta gala.
Nel 1981 è stata eletta la prima donna capitano reggente, Maria Lea Pedini, che ha ricoperto l'incarico dall'aprile all'ottobre di quell'anno.

## Elezione

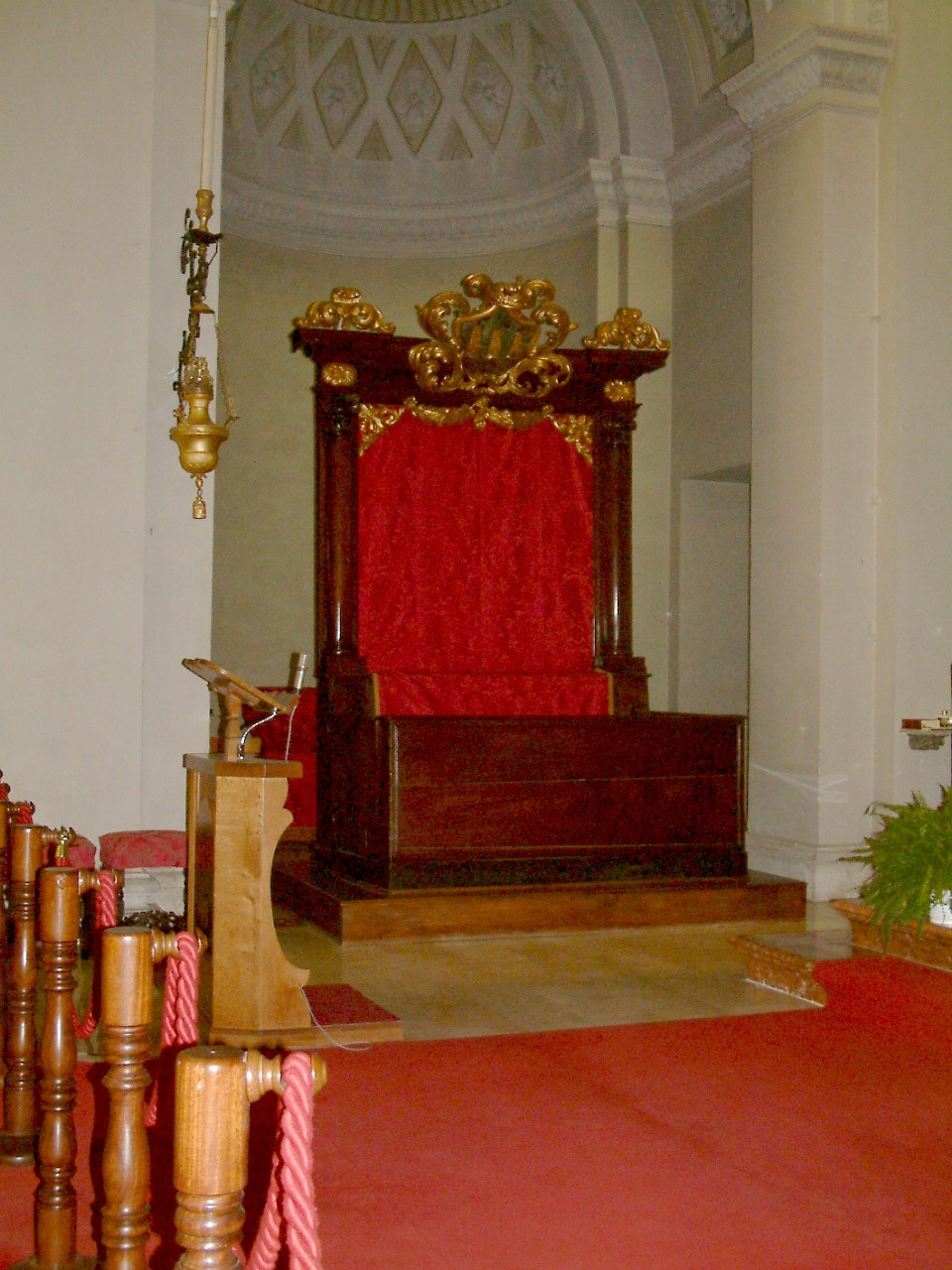
Il seggio dei capitani reggenti all'interno della basilica del santo

I capitani sono eletti ogni sei mesi dal Consiglio grande e generale, solitamente tra appartenenti a diversi partiti politici, in modo da assicurare una funzione di controllo reciproco. Risulta eletta la coppia che ottiene la maggioranza assoluta dei voti; la nomina viene proclamata dal Segretario di stato per gli affari interni dal balcone del Palazzo pubblico con la formula seguente:
Viene poi suonato l'inno nazionale.
L'istituto del sindacato della Reggenza consente ai cittadini, entro tre giorni dal termine del mandato dei capitani, di esporre rilievi sulla loro attività: qualora si ravvisino i presupposti, è possibile incominciare un procedimento giudiziario contro l'ex capitano reggente presso uno speciale tribunale, detto sindacato della Reggenza, ove gli imputati sono giudicati per tutto ciò che durante il mandato hanno fatto o non hanno fatto.
Il metodo di elezione odierno ricalca quello descritto negli Statuti compilati tra il 1295-1305.

## Eleggibilità
Requisiti previsti per assumere la carica di reggente sono:
- essere consigliere
- avere compiuto 25 anni
- possedere la cittadinanza sammarinese originaria (dalla nascita)
- non aver ricoperto il medesimo incarico nei 3 anni precedenti (è possibile essere eletti più volte).

## Prerogative
Quella dei capitani reggenti è la massima magistratura della Repubblica, esercitando collegialmente e con reciproco diritto di veto la funzione di capo di stato e di governo.
La figura istituzionale esercita funzioni, sebbene talvolta simboliche, in tutti i poteri dello Stato, configurandosi come potere costituzionale complesso. Come capi di Stato, sono un organo di garanzia costituzionale super partes, rappresentano l'unità nazionale e presiedono e vigilano sulle attività di tutti gli altri organi politici della Repubblica.
I capitani reggenti presiedono il Consiglio grande e generale, di cui fanno parte a pieno titolo, convocano e coordinano il Congresso di Stato, presiedono il Consiglio dei XII, la Commissione consiliare per gli affari di giustizia, il Consiglio giudiziario, il Magistero di Sant'Agata e l'Ufficio di presidenza del Consiglio grande e generale.
Inoltre dispongono lo scioglimento del Consiglio grande e generale quando questo non riesca a esprimere una maggioranza ed effettuano le consultazioni per incaricare un nuovo governo oppure per convocare i comizi elettorali.
Dispongono del potere legislativo, in quanto in caso di necessità o di urgenza possono emanare decreti reggenziali, che devono essere ratificati entro tre mesi dal Consiglio grande e generale, a pena di decadenza. I decreti reggenziali possono essere emanati anche in conseguenza di esplicita previsione di Legge. Infine, hanno competenza nella promulgazione delle leggi.
Il Gran Magisterio dell'Ordine equestre per il merito civile e militare di San Marino appartiene al Consiglio Grande e Generale, nel cui nome ne esercitano le funzioni i Capitani Reggenti in carica in maniera pro tempore, che inoltre sono i soli ad avere diritto di fregiarsi delle grandi insegne dell'ordine nelle pubbliche funzioni durante il loro mandato.

## Particolarità della funzione
L'esercizio della funzione di capo di Stato da parte di due individui, come la ridotta durata del mandato, deriva direttamente dalle istituzioni dell'antica Roma repubblicana, retta da due consoli.
Questa diarchia è condivisa con il Principato di Andorra, che è retto congiuntamente dal vescovo spagnolo di La Seu d'Urgell e dal Presidente della Repubblica francese (tuttavia va sottolineato come ad Andorra le cariche siano prettamente onorifiche e la sede dei capi di Stato (non andorrani) non sia situata nel Paese), e con il Nicaragua, che da febbraio 2025 prevede una diarchia uomo-donna.
San Marino ha perciò il primato mondiale di avere il capo dello stato – in questo caso due persone – con il minor periodo di durata del mandato.
Altre due nazioni in cui il capo dello stato dura in carica per un breve periodo sono la Bosnia ed Erzegovina, dove le funzioni di capo dello stato sono esercitate per otto mesi a rotazione tra i tre membri della Presidenza, e la Svizzera, dove il ministro che a turno esercita le funzioni di presidente federale dura in carica soltanto un anno.

## Elenco storico dei capitani reggenti
L'elenco completo dei capitani reggenti dal 1243 è riportato nelle seguenti voci:
- Capitani reggenti dal 1243 al 1500
- Capitani reggenti dal 1501 al 1700
- Capitani reggenti dal 1701 al 1900
- Capitani reggenti dal 1901 al 2000
- Capitani reggenti dal 2001